# Bruno Sarda
Pour les articles homonymes, voir Sarda (homonymie).
Bruno Sarda (né le 29 septembre 1954 à Turin) est un auteur de bande dessinée italien. Il est connu pour avoir travaillé sur les personnages de Donald Duck, Mickey Mouse et développé la famille de Dingo en créant Indiana Ding en 1988.